# Širetoko-Iwo-zan
Širetoko-Iwo-zan je nejvýchodněji umístěný vulkán ostrova Hokkaidó. Vrchol převážně andezitového stratovulkánu je ukončen dvěma krátery. V současnosti je sopka neaktivní, ale v 19. a 20. století bylo zaznamenáno několik erupcí, poslední v roce 1936. Tato erupce byla zajímavá výlevy roztavené síry.